# Дона-Франсиска
Дона-Франсиска (порт. Dona Francisca) — муниципалитет в Бразилии, входит в штат Риу-Гранди-ду-Сул. Составная часть мезорегиона Западно-центральная часть штата Риу-Гранди-ду-Сул. Входит в экономико-статистический микрорегион Рестинга-Сека. Население составляет 4136 человек на 2006 год. Занимает площадь 114,346 км². Плотность населения — 36,2 чел./км².

## История
Город основан 17 июля 1965 года.

## Статистика
- Валовой внутренний продукт на 2003 составляет 39.293.104,00 реалов (данные: Бразильский институт географии и статистики).
- Валовой внутренний продукт на душу населения на 2003 составляет 9.754,99 реалов (данные: Бразильский институт географии и статистики).
- Индекс развития человеческого потенциала на 2000 составляет 0,765 (данные: Программа развития ООН).